# Mimetus eutypus
Espèce
Synonymes
- Reo eutypus (Chamberlin & Ivie, 1935)

Mimetus eutypus est une espèce d'araignées aranéomorphes de la famille des Mimetidae.

## Distribution
Cette espèce est endémique de Californie aux États-Unis.

## Description
Le mâle holotype mesure 3,6 mm et la femelle paratype 5,0 mm.

## Systématique et taxinomie
Cette espèce a été placée dans le genre Reo par Brignoli en 1979. Elle est replacée dans le genre Mimetus par Benavides et Hormiga en 2020.

## Publication originale
- Chamberlin & Ivie, 1935 : Miscellaneous new American spiders. Bulletin of the University of Utah, vol. 26, no 4, p. 1-79 (texte intégral).